# Лежандр (кратер)

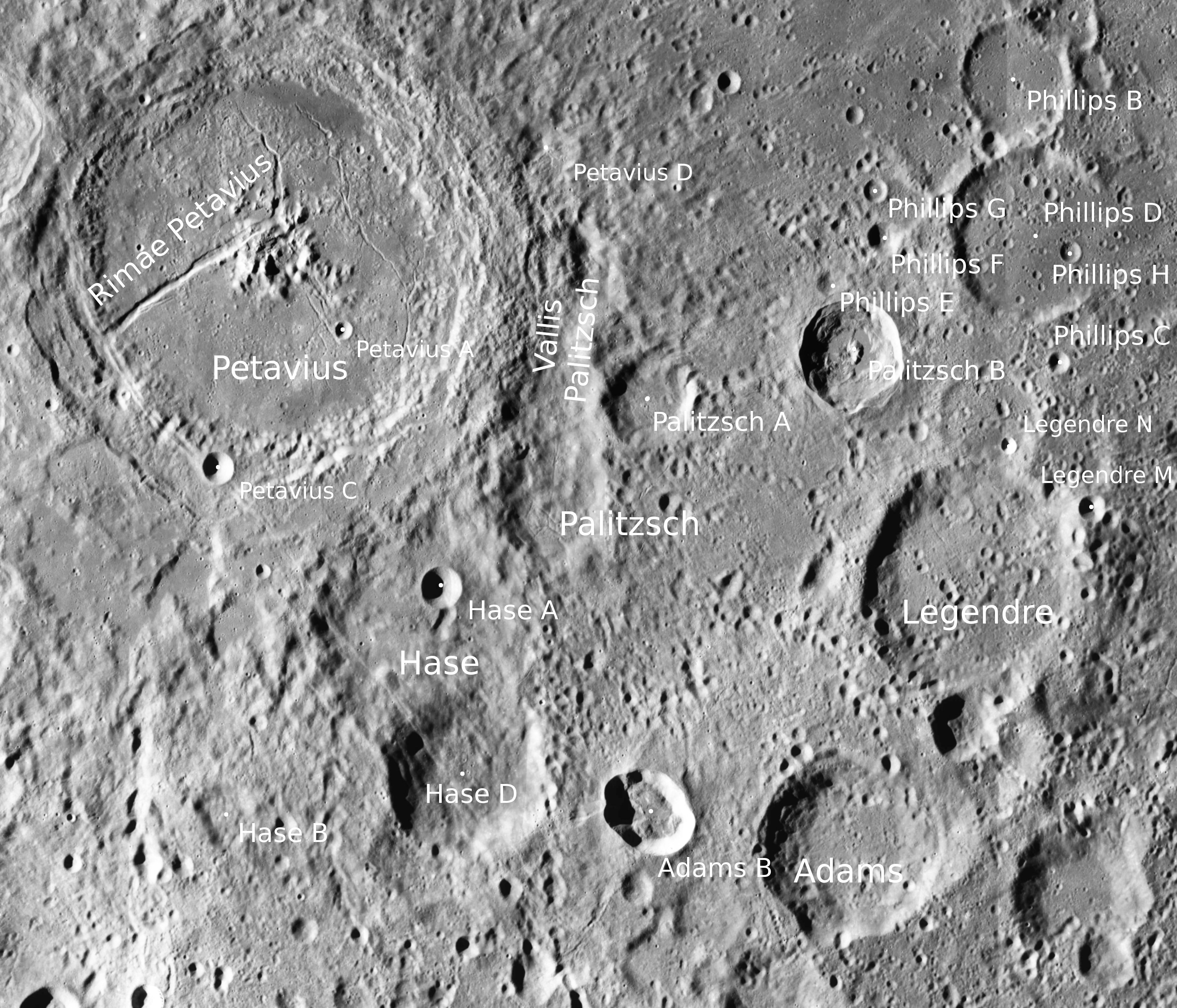
Карта регіону

Лежандр (лат. Legendre) — кратер на Місяці, біля південно-східного краю видимого боку. Діаметр — 78 км. Названий на честь французького математика 18-19 століть Адрієна-Марі Лежандра. Ця назва була запропонована в 19 столітті Йоганном Медлером і 1935 року затверджена Міжнародним астрономічним союзом.

## Розташування
Лежандр лежить у материковій області між Морем Достатку та Морем Південним. Координати його центру — 28°55′ пд. ш. 70°01′ сх. д. / 28.92° пд. ш. 70.02° сх. д.. Найближчі до нього найменовані кратери (не рахуючи сателітних) — Адамс на південному заході, Хазе та Паліцш на заході й Філліпс на північному сході. Їх розмір приблизно такий самий або менший, ніж у Лежандра. Дещо далі, за 150—200 км від нього, лежать 5 значно більших кратерів: Фурнерій на південному заході, Петавій на північному заході, Бальмер на півночі та Гумбольдт на сході.
За 20 км на північний захід від краю Лежандра (27°49′ пд. ш. 68°08′ сх. д. / 27.81° пд. ш. 68.14° сх. д.) є маленький (5 км) кратер із двома валами. Таких об'єктів на Місяці відомо лише кілька десятків; їх походження невідоме.
За 40 км на південний схід від краю Лежандра, в кратері Лежандр K (30°25′ пд. ш. 72°20′ сх. д. / 30.42° пд. ш. 72.33° сх. д.), одна з тріщин на дні утворює розширення, оточене темним ореолом діаметром близько 10 км. Можливо, це результат вулканічної активності.

## Опис
Лежандр — древній кратер: він утворився ще в донектарському періоді. Він помітно пошкоджений подальшими ударами і всіяний численними дрібними кратерами. Його вал доволі згладжений, а в південній частині перекритий безіменним 25-кілометровим кратером. Невелика прогалина є і на північному сході валу, біля маленького кратера Лежандр M. Поряд із цією прогалиною, на краю Лежандра M, знаходиться найвища точка валу Лежандра: 4,7 км над рівнем дна. Найменшу висоту (близько 1 км) вал Лежандра має на південному сході, бо там цей кратер перекрив ще старший і більший кратер Лежандр K.
Дно Лежандра поцятковане дрібними кратерами й перетяте вузькою тріщиною, яка виходить за його межі й тягнеться на південний схід. У центрі кратера є маленька гірка висотою 400–500 м.

## Сателітні кратери
Ці кратери, розташовані поряд із кратером Лежандр, названо його ім'ям із доданням великої латинської літери:
| Лежандр | Координати                                                | Діаметр, км |
| ------- | --------------------------------------------------------- | ----------- |
| D       | 31°36′ пд. ш. 75°09′ сх. д. / 31.60° пд. ш. 75.15° сх. д. | 58          |
| E       | 33°52′ пд. ш. 78°34′ сх. д. / 33.86° пд. ш. 78.57° сх. д. | 26          |
| F       | 33°40′ пд. ш. 76°07′ сх. д. / 33.66° пд. ш. 76.12° сх. д. | 40          |
| G       | 32°14′ пд. ш. 73°55′ сх. д. / 32.23° пд. ш. 73.92° сх. д. | 17          |
| H       | 32°26′ пд. ш. 78°10′ сх. д. / 32.44° пд. ш. 78.17° сх. д. | 8           |
| J       | 30°38′ пд. ш. 74°06′ сх. д. / 30.63° пд. ш. 74.10° сх. д. | 12          |
| K       | 29°47′ пд. ш. 72°13′ сх. д. / 29.79° пд. ш. 72.21° сх. д. | 92          |
| L       | 28°07′ пд. ш. 73°30′ сх. д. / 28.12° пд. ш. 73.50° сх. д. | 31          |
| M       | 28°10′ пд. ш. 71°37′ сх. д. / 28.17° пд. ш. 71.61° сх. д. | 10          |
| N       | 27°28′ пд. ш. 70°30′ сх. д. / 27.47° пд. ш. 70.50° сх. д. | 6           |
| P       | 27°19′ пд. ш. 69°17′ сх. д. / 27.31° пд. ш. 69.28° сх. д. | 7           |